# Osing (Freimarkung)

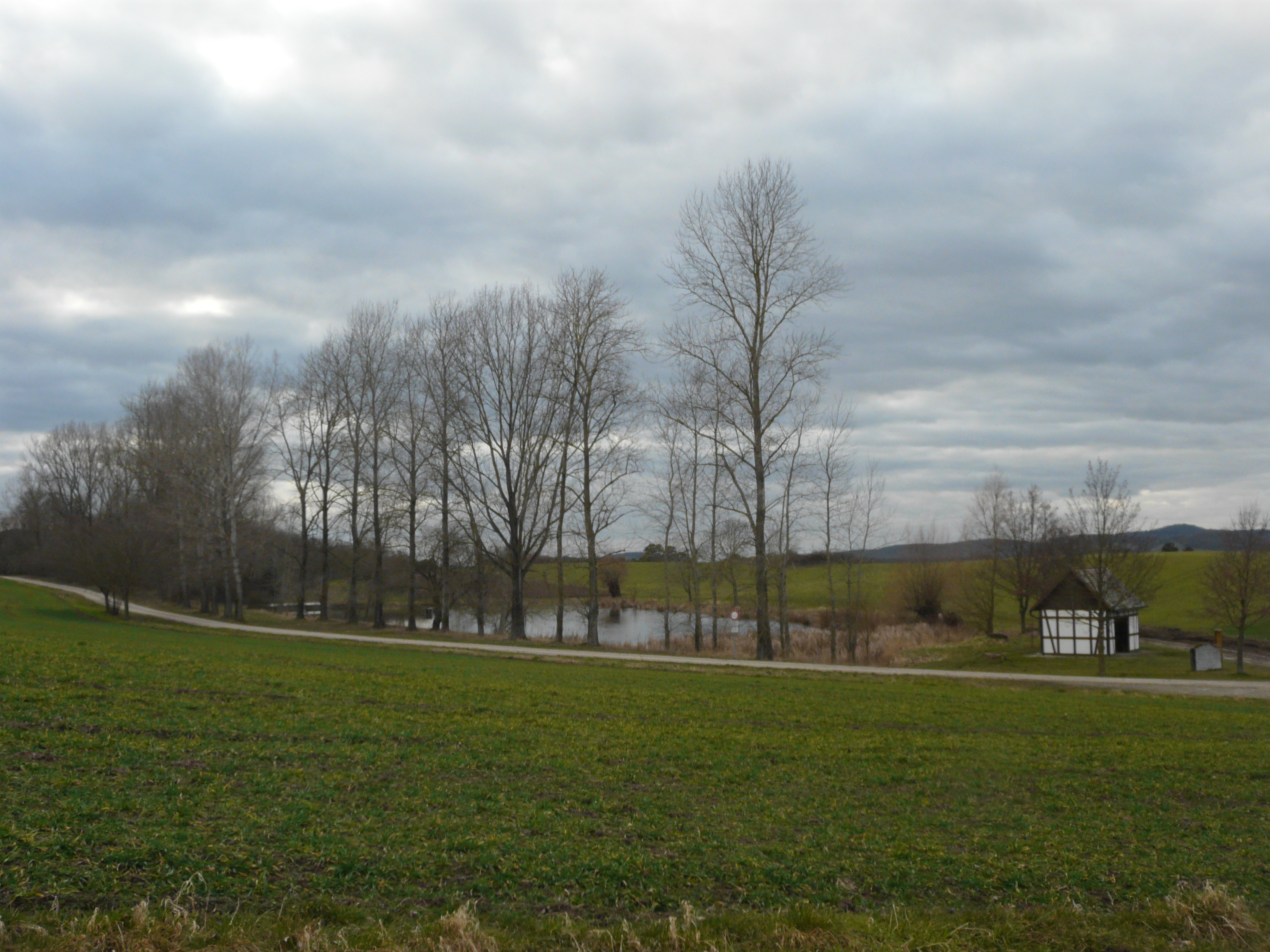
In der Freimarkung Osing, beim Osingsee

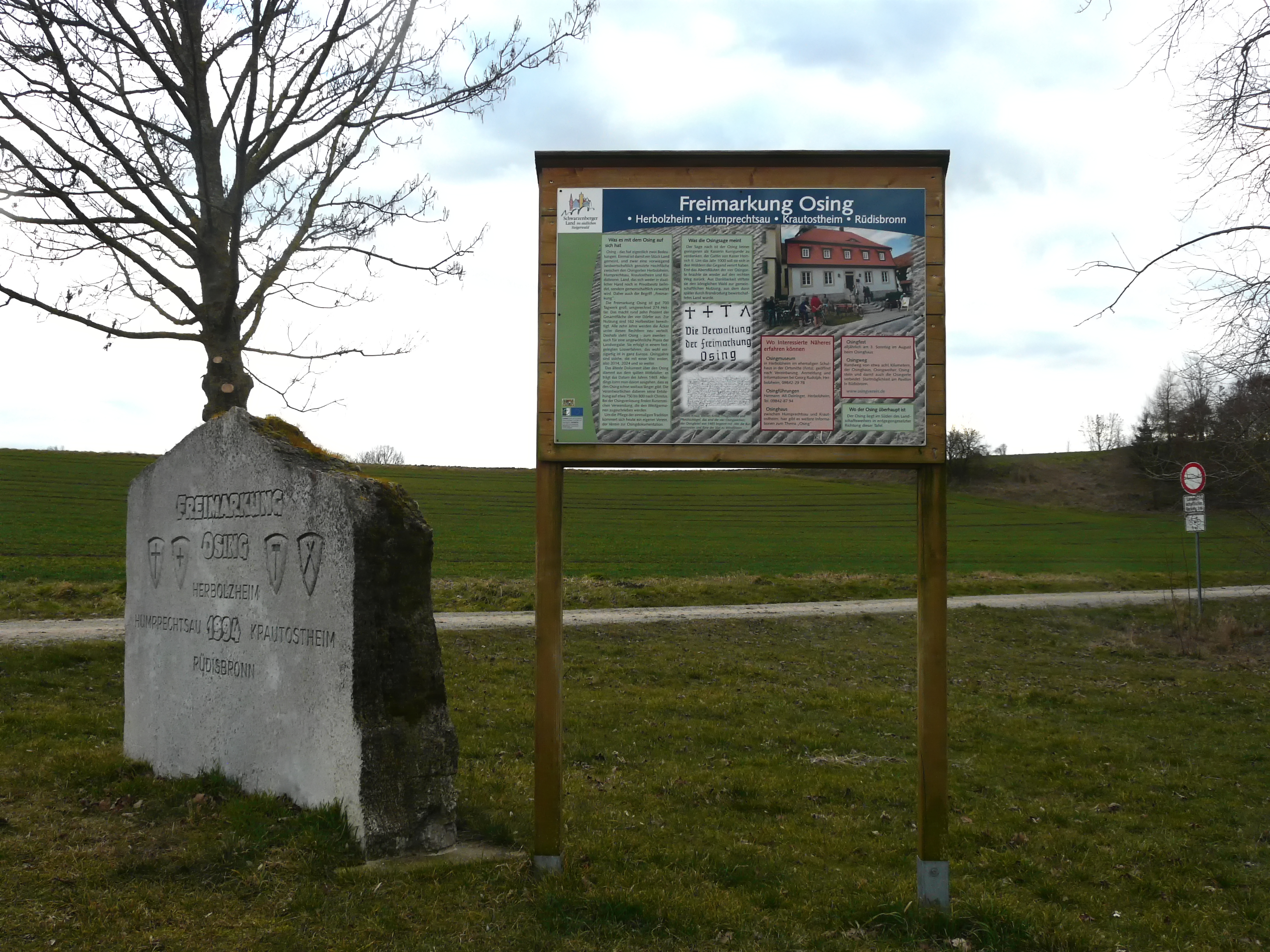
Informationstafel zur Freimarkung Osing

Die Freimarkung Osing (von mhd. asanc, entpr. absengen, Abgesengtes) ist eine gemeindefreie Hochfläche zwischen vier Gemarkungen im Landkreis Neustadt an der Aisch-Bad Windsheim (bis zum 30. Juni 1972 Landkreis Uffenheim) und die letzte Markgenossenschaft in Deutschland. Sie wurde am 8. Mai 1465 erstmals urkundlich erwähnt.

## Geographie
Die 2,74 km² große Hochfläche entspricht dem Gemarkungsteil 1 der Gemarkung Herbolzheim und hat eine Höhe von zumeist 370 bis 380 m ü. NHN. Der höchste Punkt ist der Birkenhügel mit einer Höhe von 396,7 Metern, im östlichen Teil des Gebietes. An zentraler Stelle ist der Osingsee gelegen, mit dem Osinghaus am östlichen Ende.
Die umliegenden Dörfer liegen auf Höhen zwischen 327 und 336 Metern. Krautostheim im Norden auf 327 m, Rüdisbronn im Osten auf 336 m, Humprechtsau im Süden auf 330 m und Herbolzheim im Westen 335 m.
Das Gebiet ist langgestreckt in einer Richtung Westsüdwest-Ostnordost, über 4,3 km lang, mit einer Breite zwischen 230 Metern (westlicher Teil) und 1060 Metern (nahe dem östlichen Ende).
Der südwestliche Gebietszipfel mit einer Fläche von 0,625 km² ist als Kleinosing bekannt und auf Karten auch als Kleinasang eingetragen. Durch diesen Gebietsteil führt von Westen nach Osten über eine Länge von einem Kilometer die Staatsstraße 2256 von Herbolzheim nach Humprechtsau. Die übrigen Straßen im Osing sind Gemeindeverbindungsstraßen.
Der Hauptteil des Osings gliedert sich in die Fluren Westlicher Osing und Östlicher Osing, die etwa durch den Humprechtsauer Weg, der östlich am Osingsee vorbeiführt, voneinander getrennt werden. Weitere Flurnamen sind Stuck (im Kleinosing), Karlssteig, Im Grundel, Bei den Föhren (im Westlichen Osing), Beim Klingenbronnen, Lohe und Modelfeld (im Östlichen Osing). Modelfeld reicht auch in die Gemarkung Humprechtsau hinein.

## Flächennutzung
Die Flächennutzung ist überwiegend landwirtschaftlich, mit etwas Wald, zudem wird Weinbau betrieben.
| Flächennutzung 31.12.2008 | Hektar | Prozent |
| ------------------------- | ------ | ------- |
| Landwirtschaft            | 226,52 | 82,7    |
| Wald                      | 21,77  | 7,9     |
| Gewässer                  | 2,00   | 0,7     |
| Unland                    | 4,19   | 1,5     |
| Straßen, Wege, Plätze     | 19,29  | 7,0     |
| Betriebsfläche            | 0,14   | 0,1     |
| insgesamt                 | 273,91 | 100,0   |

## Verwaltung
Seit dem 25. November 1855 wird der Osing durch ein Gremium von acht Personen verwaltet, je zwei aus den vier benachbarten Dörfern Herbolzheim, Krautostheim, Humprechtsau und Rüdisbronn, genannt Achter-Verwaltung. Vorher waren es 16 (vier pro Dorf). Der Vorsitzende des Gremiums ist der Osing-Senior.

## Zuständigkeiten
- Amtsgericht: Neustadt an der Aisch
- Finanzamt: Uffenheim
- Vermessungsamt: Neustadt an der Aisch
- Forstamt: Uffenheim
- Standesamt: Bad Windsheim

## Rechtliche Zuordnung
Die Nutzung des Osing steht 162 Rechtlern aus der Stadt Bad Windsheim (Humprechtsau, Rüdisbronn), den Märkten Sugenheim (Krautostheim) und Markt Nordheim (Herbolzheim) zu, welche wiederum Eigentümer zur gesamten Hand sind. 
Die vier Dörfer waren selbständige Gemeinden bis 1972, außer Herbolzheim, welches erst 1976 nach Markt Nordheim eingegliedert wurde. Der Osing ist Teil der Gemarkung Herbolzheim, gehört jedoch nicht zur Gemeinde Herbolzheim, da er ein gemeindefreies Gebiet ist.

## Agrarhistorische Stellung und Feldnutzung
Der Osing nimmt in vielerlei Hinsicht eine Sonderstellung ein. Mit einer Fläche von 274 ha erreicht er nicht nur eine ungewöhnliche Größe unter den noch existierenden Allmenden Mitteleuropas, er besitzt mit einem Ackeranteil von 75 % auch eine sehr ungewöhnliche Nutzflächenausstattung. Eine weitere Besonderheit ist seine besitzmäßige Zugehörigkeit zu vier Dörfern. Der Osing wird von den nutzungsberechtigten Bauern der angrenzenden Orte gemeinsam bewirtschaftet, die das Ackerland alle zehn Jahre unter sich verlosen. Die übrigen Nutzungen – Obstbaumerträge, Weinberge, Karpfenweiher (Osingsee) und Jagdrechte – werden von der Gemeinschaft der Nutzungsberechtigten verpachtet.

## Die Osingverlosung
Seit Jahrhunderten findet in allen Jahren, die mit einer 4 enden, die Osingverlosung statt. Am Tag der Verlosung findet ein kleines Volksfest mit Brotzeit und Blasmusik statt. Die Lose werden von Schulkindern gezogen und je nachdem wie gut das Los ist, fällt die Höhe des Trinkgeldes aus, das diese bekommen.
Die Osing-Verlosung ist eines von 21 Brauchtümern, die Bayern für das deutsche Verzeichnis des immateriellen Kulturerbes vorgeschlagen hat und die 2016 aufgenommen wurde.